# Metropolitanstadt Rom

Die Metropolitanstadt Rom in der Region Latium

Die Metropolitanstadt Rom Hauptstadt (auch Metropolitanstadt Rom; italienisch amtlich Città Metropolitana di Roma Capitale, auch Città Metropolitana di Roma) ist eine Metropolitanstadt in der italienischen Region Latium. Verwaltungssitz ist der Palazzo Valentini, Rom.
Die Metropolitanstadt Rom besteht seit dem 1. Januar 2015 als Rechtsnachfolgerin der ehemaligen Provinz Rom (italienisch Provincia di Roma).
Die Metropolitanstadt, die sich auf dem Gebiet der ehemaligen Provinz erstreckt, hat 4.225.409 Einwohner (Stand 31. Dezember 2023) in 121 Gemeinden auf einer Fläche von 5351,81 km².
Sie grenzt im Norden an die Provinz Viterbo und an die Provinz Rieti, im Osten an die Abruzzen (Provinz L’Aquila) und an die Provinz Frosinone, im Süden an die Provinz Latina und im Westen an das Tyrrhenische Meer.
Mit den 1929 abgeschlossenen Lateranverträgen wurde der Staat der Vatikanstadt auf dem Gebiet der heutigen Metropolitanstadt (in der Stadt Rom) begründet.

## Größte Gemeinden
Mit über 15.000 Einwohnern.
(Stand: 31. Dezember 2023)
| Gemeinde            | Einwohner |
| ------------------- | --------- |
| Rom                 | 2.751.747 |
| Guidonia Montecelio | 88.992    |
| Fiumicino           | 82.481    |
| Pomezia             | 64.451    |
| Tivoli              | 55.061    |
| Civitavecchia       | 51.697    |
| Velletri            | 52.862    |
| Anzio               | 59.633    |
| Nettuno             | 48.237    |
| Albano Laziale      | 39.773    |
| Ciampino            | 38.670    |
| Marino              | 46.404    |
| Ardea               | 50.292    |
| Monterotondo        | 41.125    |
| Ladispoli           | 40.855    |
| Cerveteri           | 37.973    |
| Fonte Nuova         | 32.719    |
| Genzano di Roma     | 22.674    |
| Colleferro          | 20.454    |
| Frascati            | 22.805    |
| Grottaferrata       | 20.356    |
| Mentana             | 22.605    |
| Palestrina          | 22.138    |
| Ariccia             | 17.971    |
| Anguillara Sabazia  | 19.062    |
| Bracciano           | 18.490    |
| Santa Marinella     | 18.446    |
| Zagarolo            | 18.645    |
| Rocca di Papa       | 17.648    |

Quelle: ISTAT